# Parlare con i limoni
Parlare con i limoni è il quattordicesimo album in studio di Enzo Jannacci, pubblicato l'11 marzo 1987. Fu il suo primo album ad essere stato stampato, seppure in tiratura limitatissima, contemporaneamente anche su CD.

## Il disco
Nel brano “Parlare con i limoni”, Jannacci ricorda Luigi Tenco e richiama la sua canzone “Il tempo dei limoni”: al mio amico Tenco non han fatto vedere neanche i limoni; inoltre fa un riferimento a “Parigi” di Paolo Conte: che bella quella canzone/che parla della pioggia e della Francia/ e non fa confusione.
La musica del brano Souvenir fu scritta da Jannacci per la trasmissione televisiva Saltimbanchi si muore (1979), dove veniva eseguito in versione strumentale.
Due gelati parla di un'incomunicabilità in amore, argomento che verrà ripreso anche in La fine della storia.
Il castello dei Ma parla di gente che non vuole essere in questo mondo e si nasconde nell'omonimo castello.
Senza parole parla di una vita da saltimbanco.
Poveri cantautori è eseguito sulle note della colonna sonora di Joe Cocker del film 9 settimane e ½.

## Tracce
Lato A
1. Parlare con i limoni (testo: Enzo Jannacci, Riccardo Piferi – musica: Enzo Jannacci)
2. Due gelati (testo: Enzo Jannacci – musica: Enzo Jannacci)
3. Il castello dei ma (testo: Enzo Jannacci, Riccardo Piferi – musica: Maurizio Bassi, Enzo Jannacci)
4. Senza parole (testo: Riccardo Piferi, Enzo Jannacci – musica: Enzo Jannacci, Antonio Galbiati)

Lato B
1. Poveri cantautori (testo: Riccardo Piferi, Enzo Jannacci – musica: Enzo Jannacci, Joe Cocker)
2. La fine della storia (testo: Enzo Jannacci – musica: Enzo Jannacci)
3. Futuro (testo: Riccardo Piferi – musica: Enzo Jannacci)
4. Souvenir (testo: Enzo Jannacci, Riccardo Piferi – musica: Enzo Jannacci)

## Formazione
- Enzo Jannacci – voce
- Giorgio Cocilovo – chitarra acustica, chitarra elettrica
- Maurizio Bassi – pianoforte, chitarra
- Pier Michelatti – basso
- Lele Melotti – batteria
- Gaetano Leandro – sintetizzatore, programmazione
- Gustavo Bregoli – tromba, flicorno
- Luca Bonvini – trombone
- Amedeo Bianchi – sax alto, sassofono tenore
- Aida Cooper, Antonio Galbiati, Malcolm McDonald, Marco Ferradini – cori